# Associação Atlética Ponte Preta
Associação Atlética Ponte Preta, almindeligvis kendt som Ponte Preta, er en brasiliansk fodboldklub fra Campinas, São Paulo. Ponte Preta er også kendt som Macaca. Ponte Pretas største rival, Guarani, er fra samme by. Kampe mellem de to hold er kendt som derby (dérbi på portugisisk). De er kendt som "pontepretanos". Ponte Preta er den næstældste fodboldklub i Brasilien, der stadig er aktiv; den blev grundlagt den 11. august 1900. Den ældste er Sport Club Rio Grande fra Rio Grande do Sul.

## Historie
Ponte Preta blev grundlagt den 11. august 1900 af den Colégio Culto à Ciência-studerende Miguel do Carmo (kaldet "Migué"), Luiz Garibaldi Burghi (kaldet "Gigette") og Antonio de Oliveira (kaldet "Tonico Campeão") i nærheden af en sortmalet jernbanebro af træ, deraf navnet Ponte Preta (som betyder "sort bro", på dansk). Ponte Pretas første præsident var Pedro Vieira da Silva.
Holdets historie er direkte sammenflettet med jernbanevirksomheden, der blomstrede i byen Campinas. De fleste af de involverede personer i grundlæggelsen af klubben var beboere i arbejderklassen der boede ved jernbanen. Et af holdets første kælenavne var "Toget anno den 11. august". Pontes stadion, Estádio Moisés Lucarelli, ligger lige ved jernbanen på en måde, hvor det er muligt at se den, når man er inde på stadion, og ifølge fansene er et det tegn på held, når toget kører forbi under en kamp.
Ponte Preta anerkendes af FIFA som et af de første hold i Amerika der accepterede sorte spillere, hvilket er sket siden grundlæggelsen i 1900. Klubben hævder at være det første fodboldhold, der nogensinde har en sort spiller i deres trup, den spiller er den førnævnte Miguel do Carmo, som var en del af deres første hold. Det blev også det første landsbyhold, der spillede i en national turnering i 1970.
Pelés sidste kamp i Brasilien var imod Ponte Preta. Den 2. september 1974 besejrede Santos på Vila Belmiro stadion Ponte Preta 2-0.
Ponte Preta tabte Campeonato Paulista-finalen til Corinthians i 1977 i en kontroversiel kamp, der sluttede 2-1. Rui Rey, en vigtig del af Ponte Preta-holdet, fik et rødt kort tidligt i kampen. Ponte Preta blev betragtet som favoritter til mesterskabet det år.
Den 27. november 2013 på Romildo Ferreira stadion nåede Ponte Preta finalen i Copa Sudamericana 2013 ved at besejre São Paulo (4-2 samlet set) i semifinalen. Det var en historisk tid for klubben, der spillede sin første internationale turnenering. Finalen var mod Lanús, et traditionsrigt argentinsk hold, hvor Ponte Preta endte med at tabe.

## Spillere
Oversigten er opdateret til og med 18. marts 2024| Nr. | Land      | Position | Spiller                             |
| --- | --------- | -------- | ----------------------------------- |
| 1   | Brasilien | MM       | Pedro Rocha                         |
| 2   | Brasilien | FO       | Igor Inocêncio                      |
| 3   | Brasilien | FO       | Castro                              |
| 4   | Brasilien | FO       | Mateus Silva                        |
| 6   | Brasilien | FO       | Edson                               |
| 7   | Brasilien | MI       | Dodô (Lånt fra Coimbra)             |
| 8   | Brasilien | MI       | Emerson Santos                      |
| 9   | Brasilien | AN       | Jeh                                 |
| 10  | Brasilien | MI       | Élvis                               |
| 11  | Brasilien | AN       | Iago Dias                           |
| 12  | Brasilien | MM       | Vinicius Ferrari                    |
| 14  | Brasilien | FO       | Luiz Felipe (Lånt fra Tapajós)      |
| 15  | Brasilien | MI       | Wesley Fraga                        |
| 17  | Brasilien | MI       | Gabriel Santiago (Lånt fra Vitória) |
| 18  | Brasilien | MI       | Dudu Scheit                         |
| 19  | Brasilien | AN       | Renato                              |

| Nr. | Land      | Position | Spiller                                       |
| --- | --------- | -------- | --------------------------------------------- |
| 20  | Brasilien | FO       | João Gabriel                                  |
| 21  | Brasilien | MI       | Ramon Carvalho                                |
| 22  | Colombia  | AN       | Paul Villero                                  |
| 23  | Bolivia   | FO       | Luis Haquín                                   |
| 25  | Brasilien | AN       | Kauê (Lånt fra CEOV)                          |
| 30  | Brasilien | MM       | Luan                                          |
| 33  | Argentina | FO       | Gabriel Risso Patrón                          |
| 35  | Brasilien | AN       | Gabriel Novaes (Lånt fra Red Bull Bragantino) |
| 44  | Brasilien | FO       | Nilson Júnior                                 |
| 90  | Brasilien | AN       | Venícius (Lånt fra Inter de Lages)            |
|     | Brasilien | MM       | Guilherme Viana                               |
|     | Brasilien | FO       | Euller                                        |
|     | Brasilien | FO       | Guilherme Nicolodi                            |
|     | Brasilien | FO       | Jean Carlos                                   |
|     | Brasilien | MI       | André Henrique                                |
|     | Brasilien | MI       | Diego Domene                                  |